# Leonhard Felsinger
Leonhard Felsinger (* 24. September 1888 in Wien; † 15. Mai 1958 in Graz) war ein österreichischer Politiker ohne Fraktion.

## Ausbildung und Beruf
Nach dem Besuch eines Gymnasiums in Wien promovierte er an der Hochschule für Bodenkultur. Er wurde Gutsverwalter in Zettling und Landessekretär des Landbundes in der Steiermark. Nach der Auflösung des Landbundes hatte er eine Tätigkeit im Immobiliengeschäft. Im Jahr 1936 wurde er im Sekretariat der Landes-Landwirtschaftskammer Steiermark angestellt.

## Politische Mandate
- 21. Februar 1932 bis 2. Mai 1934: Mitglied des Bundesrates (IV. Gesetzgebungsperiode), ohne Fraktion